# Back Street Girl
«Back Street Girl» — песня рок-группы The Rolling Stones. Песня была написана Миком Джаггером и Китом Ричардсом. Песня была выпущена на британской версии их альбома Between the Buttons 20 января 1967 года. На американской версии альбома, изданной 11 февраля, она вместе с песней «Please Go Home» были заменены на уже ставшие хитами «Let’s Spend the Night Together» и «Ruby Tuesday». В США песня впервые была издана на сборнике Flowers, выпущенном в июне того же года.
Песня демонстрирует игру Брайана Джонса на аккордеоне блокфлейте.
Тема песни наибольшей частью была взята из фильма 1932 года Back Street с Айрин Данн в главной роли.
В 1967 году кавер-версия песни вышла на альбоме Inside Out американского певца Бобби Дарина. Кавер-версии также записали кантри-панк-группа Social Distortion на своём альбоме 1988 года Prison Bound и альт-кантри-группа Golden Smog на своём дебютном мини-альбоме 1992 года On Golden Smog.